# Nokia N97
O Nokia N97 é um telemóvel e computador pessoal anunciado oficialmente pela Nokia em 2 de dezembro de 2008. Será o segundo telemóvel Touchscreen da Nokia baseado na plataforma Symbian S60.